# William R. Cosentini
William Randolph Cosentini (Brooklyn, 12 giugno 1911 – Queens, 28 gennaio 1954) è stato un ingegnere e imprenditore statunitense, fondatore della Cosentini Associates.

## Biografia
William Cosentini è nato nel 1911 da genitori immigrati italiani, Eugenio e Vincenza Cosentini. William era il secondo figlio nato. Aveva un fratello maggiore, John (nato nel 1909) e una sorella più giovane, Mary (nata nel 1913).
Ha frequentato la New York University dove ha conseguito il Master in ingegneria meccanica. Nel 1944, sposò Rose Destefano dalla quale ebbe due figli. Rose morì nel 1947 a 36 anni.
Nel 1951, ha fondato WR Cosentini & Associates e la società in seguito divenne nota come Cosentini Associates. Nei primi giorni della società, ha lavorato su diversi progetti importanti, tra cui l'installazione del sistema di riscaldamento e aria condizionata nel Chrysler Building. La Cosentini Associates ora conta oltre 300 dipendenti e ha uffici in varie città di tutto il mondo, tra cui Shanghai, Mosca e Parigi.
William Cosentini morì il 28 gennaio 1954 a 42 anni di età.